# Cor van der Linden
Cor van der Linden (2 oktober 1951) is een Nederlandse acteur, bekend van Sjors en Sjimmie op het Pirateneiland, Robin Hood en zijn schelmen en De jongen uit het Wilde Westen.

## Films
| Jaar | Titel                                      | Rol              |
| ---- | ------------------------------------------ | ---------------- |
| 1955 | Sjors van de Rebellenclub                  |                  |
| 1960 | Avonturen van een zigeunerjongen           | Cor              |
| 1962 | Het verraad van de zwarte roofridder       | Robert           |
| 1962 | Robin Hood en zijn schelmen                | Dicky            |
| 1962 | Sjors en Sjimmie op het Pirateneiland      | Sjors            |
| 1964 | Avonturen van Pietje Bell                  | Engeltje         |
| 1964 | De jongen uit het Wilde Westen             | Jimmy            |
| 1965 | Vrijbuiters van het Woud                   | Robert           |
| 1966 | Sjors en Sjimmie en de Gorilla             | Johnny           |
| 1968 | Sjors en Sjimmie in het Land der Reuzen    |                  |
| 1968 | De man met het zwarte masker               | Cor              |
| 1969 | Een Nederlandse Robinson Crusoe            |                  |
| 1969 | Twee jongens en een oude auto              | Cor              |
| 1971 | Sjors en Sjimmie en de Toverring           | Soldaat          |
| 1972 | Sjors en Sjimmie en de Rebellen            | Rebellensoldaat  |
| 1972 | De Robins en het Robot komplot             | Cor              |
| 1974 | Lieverdjes uit Amsterdam                   | Man in het zwart |
| 1975 | Pim Pandoer in het nauw                    | Cor              |
| 1978 | Billy Turf het dikste studentje ter wereld | Blinkie          |
| 1982 | Billy Turf haantje de voorste              |                  |
| 1983 | Billie Turf kontra Kwel                    | Blinkie          |
| 1985 | Wie het laatst lacht                       |                  |

## Trivia
- Hij is de zoon van Henk van der Linden